# Portal Stories: Mel
Portal Stories: Mel — однопользовательская модификация для компьютерной игры Portal 2, созданная небольшой командой фанатов, называющей себя Prism Studios. Модификация вышла 25 июня 2015 года и распространяется бесплатно для тех, у кого есть купленная копия Portal 2 в библиотеке Steam.

## Игровой процесс
О игровом процессе оригинальной игры см. Геймплей Portal 2.
Игровой процесс по сравнению с Portal 2 практически не изменился: разработчики модификации не вносили существенных изменений в механику игры, а лишь комбинировали уже существующие механики. Игрок решает головоломки с помощью прототипа портальной пушки, позволяющей связывать две поверхности двусторонними порталами, и различных объектов, находящихся в головоломке. Практически все объекты перешли из игры Portal 2 без изменений; был добавлен только один принципиально новый объект: вода, с помощью которой можно потушить огонь. Всего игра состоит из 22 головоломок, прохождение которых занимает в среднем от 6 до 10 часов игрового времени.

## Сюжет

Облик главной героини Мел, видимый сквозь порталы

Действие Portal Stories: Mel начинается в 1952 году. Главная героиня игры — Мел, олимпийский чемпион — прибывает в небольшой безымянный городок в штате Мичиган, в котором находится штаб-квартира корпорации Aperture Science Innovators. Пока Мел добирается до офисов, к ней, посредством заранее записанных сообщений, обращается глава Aperture Science Кейв Джонсон и предлагает принять участие в тесте камеры кратковременного отдыха Aperture Science (англ. Aperture Science Short Term Relaxation Vault). Мел благополучно добирается до камеры, залезает в неё и засыпает.
Однако тест проходит неудачно, и вместо нескольких минут Мел проводит во сне несколько десятков лет. Сквозь сон она слышит и чувствует, как происходит какая-то серьезная авария. Проснувшись, девушка видит, что комплекс Aperture Science превратился в развалины. К ней обращается имитирующий Кейва Джонсона голос, который убеждает её в том, что ничего страшного не произошло и на дворе всё ещё 1952 год. Под руководством голоса она находит прототип портальной пушки и начинает проходить испытания. Впоследствии голос представляется Вёрджилом (англ. Virgil) — модулем персональности, сошедим с рельсов и застрявшим на свалке. Вёрджил извиняется за ложь и предлагает сделку: Мел спасает Вёрджила, а тот, в свою очередь, помогает ей покинуть комплекс. Он также объясняет, что разрушения комплекса вызваны сбоями в системах управления — следствием уничтожения GLaDOS (см. сюжет Portal).
Когда Мел встречается с Вёрджилом, звучит голос компьютеризированной Системы Вторжений и Охраны Работников Aperture (СВОРА, англ. Aperture Employee Guardian and Intrusion System, AEGIS), которая была активизирована в отсутствие GLaDOS. СВОРА запускает сканирование всего комплекса и замечает «три незарегистрированные формы жизни»: одну органическую и две механические. Она начинает попытки уничтожить Мел и Вёрджила, попутно вызвав затопление комплекса токсичной жидкостью. В попытках скрыться Мел и Вёрджил добираются до старого заросшего растениями тестового маршрута и по нему доходят до серверов СВОРА. После схватки Мел забирается в комнату управления. Перед тем как выключить СВОРА, она узнаёт, что второй механической целью, за которой охотилась охранная система, была GLaDOS, а Мел, соответственно, своими действиями воспрепятствовала её уничтожению. Мел выключает СВОРА, кладёт портальную пушку в печь и выходит на поверхность, где видит полностью разрушенный комплекс и город вокруг.
В финальной сцене показывается, как СВОРА, перед тем как завершить свою работу, замыкает резервное питание и пробуждает Челл, чем инициирует события Portal 2.

## Разработка и выпуск
Portal Stories: Mel разрабатывалась в течение четырёх лет небольшой независимой командой фанатов под названием Prism Studios. Разработка началась в 2011 году, тогда же был опубликован первый анонс трилогии модификаций Portal Stories, первой из которой стала история о Мел, названная, соответственно, Portal Stories: Mel. Изначально модификацию планировалось выпустить в начале 2012 года. После нескольких задержек, 21 марта 2013 года, было объявлено, что разработчики переделывают уже созданные уровни и при этом делают упор на качество. Дополнительно было объявлено о некоторых изменениях в команде. 3 августа 2013 года был анонсирован запуск первой стадии закрытого бета-тестирования. По результатам тестирования несколько карт были переработаны и обновлены для того, чтобы соответствовать желаемому уровню качества. Кроме того, к команде присоединились художник и дизайнер уровней.
Главная героиня игры — Мел — была создана Valve Corporation во время разработки Portal 2. Изначально планировалось, что именно она, а не Челл, станет протагонистом игры. После того как было решено вернуть в игру Челл, разработчики собирались добавить Мел в кооперативный режим. Однако в итоге главными героями кооперативного режима стали роботы Атлас и Пи-боди, а созданная модель Мел так и осталась неиспользованной.
26 июля 2014 года Portal Stories: Mel была добавлена в сервис Steam Greenlight, а её выход состоялся 25 июня 2015 года.
В ответ на жалобы о сложности модификации, разработчики объявили, что они работают над опциональным «Сюжетным режимом» (англ. Story Mode) с пониженной сложностью головоломок. Этот режим был выпущен 31 августа 2015 года.

## Награды и критика
Многими критиками отмечается масштабность и проработанность модификации, что позволяет назвать её полноценной игрой. Руслан Губайдуллин на сайте Overclockers.ru пишет, что «разработчики не только очень внимательны к деталям, но и обладают хорошим чувством вкуса», однако критикует за отсутствие привычной для игр Portal и Portal 2 мрачной атмосферы, низкое качество проработки некоторых объектов (хотя замечает, что для бесплатной любительской модификации это «более чем простительно») и однообразный геймплей, заставляющий «безостановочно решать головоломки», что не оставляет времени на отдых. Михаэль Томсвен из The Washington Post отмечает необычайную сложность игры, подчёркивая разницу между Portal 2, в которой каждая головоломка обучала чему-то новому, «создавая эффект исследования» вплоть до конца игры, и Portal Stories: Mel, где за очень коротким вступлением сразу идут продвинутые головоломки. Кристофер Ливингстон, редактор журнала PC Gamer, описывает хорошую актёрскую работу в озвучивании игры, однако отмечает неуместность и вымученность юмора.
Portal Stories: Mel выиграла в номинации «Лучшее произведение фанатов» (англ. Best Fan Creation) на церемонии The Game Awards 2015, а также получила награду «Выбор редакции 2015» в номинации «Лучшая однопользовательская игра» (англ. Best Singleplayer) на сайте Mod DB.

## Portal Stories: VR
В марте 2016 года Prism Studios анонсировали проект под названием Portal Stories: VR — бесплатную игру на базе Portal Stories: Mel для виртуальной реальности на движке Unreal Engine 4. Изначально разработчики планировали выпустить самостоятельную игру, однако, чтобы избежать конфликтов с Valve при использовании названия Portal, впоследствии она стала позиционироваться как модификация Portal 2 и начала требовать наличия её купленной копии в библиотеке Steam для запуска. Выход игры изначально планировался на 1 апреля 2016 года, но впоследствии неоднократно переносился, и в конечном итоге игра вышла 18 мая 2016 года. Игра включает в себя 10 новых головоломок, а также новую музыку, озвучивание и эффекты. Для игры требуется шлем виртуальной реальности HTC Vive.